# 奥伊拉斯堡
奥伊拉斯堡是德国巴伐利亚州的一个市镇。总面积40.87平方公里，总人口4349人，其中男性2192人，女性2157人（2011年12月31日），人口密度106人/平方公里。